# کبوتر شاهی سبز
کبوتر شاهی سبز (نام علمی: Ducula aenea) یک کبوتر جنگلی بزرگ است. دامنه گسترده از نپال، جنوب هند و سریلانکا به سوی شرق تا جنوب چین، اندونزی و فیلیپین را شامل می‌شود.
این یک گونه جنگلی است که در مناطق گرمسیری جنوب آسیا از نپال و از شرق هند تا اندونزی، یک پرنده زادآور مقیم گسترده‌است. چندین زیرگونه دارد، از جمله شکل متمایز Celebes، کبوتر پس‌سر بلوطی (Ducula aenea paulina).